# TCP Pick Up
A TCP Pick Up (TCPPK) é uma categoria de stock car disputada na Argentina. A categoria foi criada em 2023 pela Asociación Corredores de Turismo Carretera (ACTC), como categoria escola da TC Pick Up, compartilhando calendário com a TC Mouras e a TC Pista Mouras. A categoria é disputada por camionetes médias da Chevrolet, Fiat, Ford, Nissan, Toyota e Volkswagen e com motores baseados nos utilizados na TC, com cabeçote OHC 24v, produzido pela TopLine , porém, com menor potência (como os da TC Pista).

## História
A primeira etapa oficial da categoria aconteceu em 26 de fevereiro de 2023, no Autódromo Roberto Mouras, em La Plata, vencida por Nicolás Impiombato (Toyota Hilux), pilotando pela própria equipe, a Impiombato Motorsport.

## Marcas
- Chevrolet - S10 SSR
- Fiat - Abarth Toro SF75
- Ford - Ranger R23GT
- Nissan - Frontier GT7
- Toyota - GR Hilux GT77
- Volkswagen - Amarok GT10RS

### Títulos por Marca
| Marcas  |   |
| Títulos | 1 |

## Campeões
| Ano  | Piloto       | Carro        |
| ---- | ------------ | ------------ |
| 2023 | Elio Craparo | Toyota Hilux |

## Ver Também
- TC Pick Up